# Königsbrunn
Königsbrunn är en stad  i Landkreis Augsburg i Regierungsbezirk Schwaben i förbundslandet Bayern i Tyskland.